# Borrowed Heaven
Borrowed Heaven è il quarto album in studio della band irlandese The Corrs.

## Tracce
Tutte le canzoni sono state scritte dai Corrs ad eccezione di Time Enough For Tears che è stata scritta da Bono, Gavin Friday e Maurice Seezer.
1. Summer Sunshine – 2:53
2. Angel – 3:26
3. Hideaway – 3:17
4. Long Night – 3:47
5. Goodbye – 4:11
6. Time Enough For Tears – 5:03
7. Humdrum – 3:43
8. Even If – 3:03
9. Borrowed Heaven (feat. Ladysmith Black Mambazo) – 4:21
10. Confidence For Quiet – 3:11
11. Baby Be Brave – 3:58
12. Silver Strand (strumentale) – 4:26
13. Miracle - 4:00 (bonus track giapponese, francese e australiana)

## Singoli
- 17 maggio 2004 - Summer Sunshine
- 13 settembre 2004 - Angel
- 6 dicembre 2004 - Long Night

## Musicisti

### Artista
- Andrea Corr - voce principale, tin whistle.
- Caroline Corr - batteria, bodhrán, seconda voce.
- Jim Corr - chitarre, pianoforte, seconda voce.
- Sharon Corr - violino, seconda voce.

### Altri musicisti
- Anthony Drennan - chitarre.
- Keith Duffy - Basso.